# René Follet
René Follet (Bruselas, 10 de abril de 1931-Ibidem; 14 de marzo de 2020) fue un diseñador e historietista belga de estilo relalista, más conocido por el pseudónimo de Ref.

## Biografía
A finales de la década de 1960, Follet alternaba sus colaboraciones con la revista Spirou (Franquin...) con esporádicas apariciones en otras revistas, como Tintin (Hergé, Edgar P. Jacobs...) y Bonnes Soirées (El conde de Montecristo con Jijé...).
Falleció en Bruselas a los ochenta y ocho años el 14 de marzo de 2020, la causa del fallecimiento no ha sido publicada.

## Historietas
- 1982: La Ilíada, con Jacques Stoquart como guionista (editorial Glénat)
- 1987-1990: Edmund Bell (basado en las historias de Jean Ray)
- 1991-1992: Daddy, con Loup Durand
- 1995-1997: Ikar, con Pierre Makyo
- 2002: Terror, con André-Paul Duchâteau (narra la vida de Madame Tussaud)
- 2005: Shelena, con Jéronime Pasteur (editorial Casterman)

- 1972: Cordadas Subterráneas, con Fernand Lambert (editorial Argos)
- 1980: Simbad el marino (editorial Casterman)

## Premios
- 1975: Premio Saint-Michel
- 1998: Premio Tornasol de Festival del Cómic de Angulema, en Francia.